# Забан
Забан (лат. Zabanus) — лангобардский герцог Павии и военачальник второй половины VI века, один из наиболее влиятельных деятелей периода правления герцогов (574—584).

## Биография
Основными повествующими о Забане нарративными источниками являются «История лангобардов»Павла Диакона и «История франков» Григория Турского.
Вероятно, Забан участвовал в лангобардском завоевании Италии. Предполагается, что Забан мог получить в управление Павию вскоре после взятия её королём Альбоином в 572 году, или уже после кончины Клефа, избравшего город своей резиденцией.
В период бескоролевья, начавшегося в Лангобардском государстве в 574 году после смерти Клефа, Забан стал правителем герцогства с центром в городе Павия. В это время власть в королевстве принадлежала тридцати пяти герцогам, из которых в сочинении Павла Диакона поимённо упоминаются пять: Забан Павийский, Валлари Бергамский, Алахис I Брешийский, Эвин Трентский и Гизульф I Фриульский. По свидетельству Павла Диакона, «…в это время многие видные римляне были из корыстолюбия убиты, на прочих наложили дань, так что те платили лангобардским пришельцам третью часть своего урожая». Также историк сообщал, что примерно в 576 году жестокому преследованию со стороны лангобардов подверглись представители христианского духовенства и монашества Италии.
В 570-х годах агрессии со стороны лангобардов подверглось Франкское государство. В 571 или 574 году войско во главе с Забаном вторглось в Бургундское королевство, но было отражено военачальником короля Гунтрамна Эвнием Муммолом и возвратилось в Италию.
В 574 году лангобарды снова напали на бургундские земли. Возглавляемое Забаном, Амоном и Роданом войско дошло до долин рек Роны и Соны. Та часть войска лангобардов, которой командовал Амон, сначала разорила предместья города Маноск, который защищал франкский герцог Муммол. Затем Амон подчинил Арль, разграбил окрестности Марселя и взял откуп с Экса. Родан захватил Гренобль, но в последовавшем вслед за этим сражением потерпел поражение от франков и едва сумел спастись. С пятьюстами оставшимися у него воинами он присоединился к Забану, который в это время осаждал Валанс. Прекратив осаду, Забан и Родан разграбили Амбрён, но в его окрестностях столкнулись с войском Муммола. Побеждённые в сражении, лангобарды отступили к Сузе, византийскому владению, находившемуся под властью военного магистра Синнисия. Муммол сам вторгся в Италию и вынудил Забана и Родана возвратиться в их собственные герцогства, в то время как Амон должен был при переходе через Альпы бросить захваченную добычу. В результате, владения Гунтрамна были увеличены за счёт итальянских земель вблизи городов Суза и Аоста. После этого лангобарды прекратили свои вторжения во Франкское государство.
О дальнейшей судьбе Забана сведений в средневековых исторических источниках не сохранилось. Следующим известным правителем Павии, скорее всего, был казнённый в 596 или 597 году герцог Варнекаут.